# Asger Aaboe
Asger Hartvig Aaboe (født 26. april 1922, død 19. januar 2007) var en videnskabshistoriker og matematiker, kendt for sine bidrag til den gamle babyloniske astronomis historie. I sine studier af babylonisk astronomi havde han ud over analyse i forhold til moderne matematik undersøgt, hvordan babylonierne udtænkte deres beregningsskemaer.
Aaboe studerede matematik og astronomi ved Københavns Universitet og opnåede i 1957 en ph.d. i videnskabshistorie fra Brown University, hvor han studerede under Otto Neugebauer og skrev afhandlingen On Babylonian Planetary Theories. I 1961 sluttede han sig til Department of the History of Science and Medicine ved Yale University, hvor han fungerede som formand fra 1968 til 1971 og fortsatte en aktiv karriere der, indtil han gik på pension i 1992. På Yale omfattede hans doktorander Alice Slotsky og Noel Swerdlow.
Han blev valgt til Videnskabernes Selskab i 1975, fungerede som præsident for Connecticut Academy of Arts and Sciences fra 1970 til 1980 og var medlem af mange andre videnskabelige foreninger.
Aaboe giftede sig med Joan Armstrong den 14. juli 1950, hvorefter de fik fire børn: Kirsten Aaboe, Erik Harris Aaboe, Anne Aaboe, Niels Peter Aaboe.

## Udvalgte publikationer
- Episodes from the Early History of Mathematics, New York: Random House, 1964.
- Scientific Astronomy in Antiquity, Philosophical Transactions of the Royal Society, A.276, (1974: 21–42).
- Mesopotamian Mathematics, Astronomy, and Astrology, The Cambridge Ancient History (2. udg. ), Bind. III, del 2, kap. 28b, Cambridge: Cambridge University Press, 1991,ISBN 978-0-521-22717-9
- Episodes from the Early History of Astronomy, New York: Springer, 2001,ISBN 0-387-95136-9 .

## Bemærkninger
1. ↑  Britten (2006), p. 120
2. ↑  Goldstein (2007), p. 263.
3. ↑  Steele (2007), p. 378.
4. ↑  Asger Aaboe på Mathematics Genealogy Project.

## Eksterne links
- O'Connor, John J.; Robertson, Edmund F., Asger Aaboe, MacTutor History of Mathematics archive, University of St Andrews.
- Asger Aaboe på Mathematics Genealogy Project.